# Rudolec (Březová)
Rudolec (německy Ruditzgrün) je vesnice, část města Březová v okrese Sokolov v Karlovarském kraji. Nachází se asi tři kilometry jihozápadně od Březové. Je zde evidováno 64 adres. V roce 2011 zde trvale žilo 144 obyvatel.
Rudolec leží v katastrálním území Rudolec u Březové o rozloze 4,3 km².

## Historie
První písemná zmínka o vesnici pochází z roku 1370, kdy byla ves leuchtenberským lénem. Po staletí tvořily ves jednotlivé selské dvorce v údolí mezi okolními vrchy. Roku 1408 koupilo ves město Loket, od roku 1625 náležela na čas Nosticům, opětovně nejspíše od roku 1670. Roku 1888 se stal Rudolec samostatnou obcí.
Po skončení druhé světové války došlo k odsunu německého obyvatelstva, následně ke vzniku nového Vojenského výcvikového prostoru Prameny ve Slavkovském lese. Po začlenění do vojenského pásma byla větší část obce zdevastována, před úplným zánikem ji uchránila pouze zemědělská výroba vojenských statků. Navždy však zmizel typický kolorit, vytvářený hrázděnými dvorci. Z původní zástavby zůstala jen torza.

## Obyvatelstvo
Při sčítání lidu v roce 1921 zde žilo 238 obyvatel, všichni německé národnosti, kteří se hlásili k římskokatolické církvi.
Ve vsi převládala zemědělská činnost. Obyvatelstvo tvořili převážně obyvatelé německé národnosti a velká část mužské populace bojovala v druhé světové válce v německé armádě na mnoha frontách Evropy. Ti, kteří přežili, skončili většinou v zajateckých táborech. Velké množství vojáků se ale k rodinám už nikdy nevrátilo. Německý historik Hugo Theisinger zaznamenal, že během války padlo 16 mužů z Rudolce.
Po odsunu německého obyvatelstva a začlenění obce do vojenského újezdu došlo k výraznému poklesu počtu obyvatel. Neexistovalo pravidelné autobusové spojení do Rudolce a tak vozil místní obyvatele na nákupy do Sokolova podnikový autobus Vojenských statků. Teprve později zde byla otevřena prodejna spotřebního družstva Jednota.
| Rok            | 1869 | 1880 | 1890 | 1900 | 1910 | 1921 | 1930 | 1950 | 1961 | 1970 | 1980 | 1991 | 2001 | 2011 | 2021 |
| -------------- | ---- | ---- | ---- | ---- | ---- | ---- | ---- | ---- | ---- | ---- | ---- | ---- | ---- | ---- | ---- |
| Počet obyvatel | 238  | 237  | 245  | 243  | 232  | 238  | 268  | 88   | 133  | 113  | 135  | 174  | 180  | 144  | 135  |
| Počet domů     | 45   | 48   | 44   | 48   | 41   | 42   | 45   | 0    | 0    | 22   | 35   | 53   | 56   | 60   | 61   |

## Obecní správa
Při sčítání lidu v roce 1869 Rudolec byl osadou obce Dolní Rychnov v okrese Falknov. V roce 1880 byl osadou obce Tisová v okrese Falknov. V letech 1890–1930 byl samostatnou obcí v okrese Falknov nad Ohří (v letech 1890–1910 Falknov). V letech 1950–1976 byl osadou obce Kostelní Bříza v okrese Sokolov. Od 1. dubna 1976 je částí města Březová v okrese Sokolov.

## Pamětihodnosti
- Smírčí kříž při silnici do Kostelní Břízy - kulturní památka